# Clemens Rodt
Clemens Rodt (1. února 1798 Žatec – 19. června 1887) byl česko-německý pomolog. Ve Strkovicích vybudoval z evropského hlediska významnou sadařskou školku a vyšlechtil mnoho odrůd ovoce.

## Život a působení
Rodtův otec se jmenoval Vavřinec, v zápisu o Clemensově narození má uvedeno "Bürgermeister", tedy purkmistr. Základní školu Rodt vychodil v Žatci, pak začal studovat místní gymnázium. Školu ale opustil v kvintě a od roku 1814 se začal věnovat obchodu. Roku 1820 se stal samostatným podnikatelem a převzal oba otcovy domy. V roce 1830 koupil za 93 400 zlatých statek Strkovice.

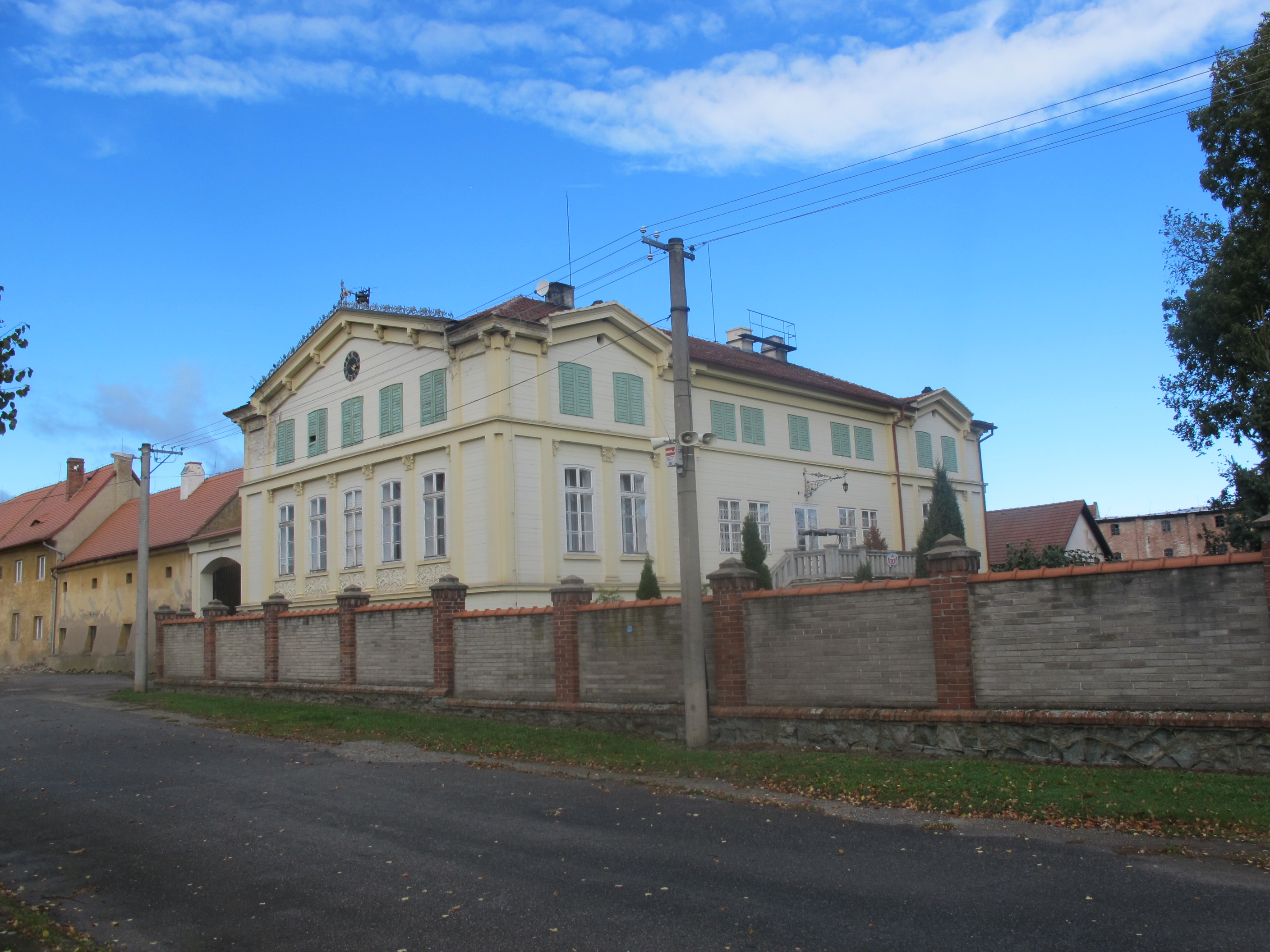
Zámek ve Strkovicích

Po nákupu panství, k němuž patřil i pivovar, se rozhodl založit zde ovocnou školku. Protože pozemky ležely poblíž Ohře, nechal nejprve vybudovat mohutné protizáplavové valy a meliorační kanál. Školka, která se nacházela severně od vsi, se postupně rozrostla na sedm hektarů. Z Belgie, Anglie a Francie dovezl špičáky, které narouboval na starší stromy. Pod vedením vrchního zahradníka M. Martinitze ve školce v roce 1873 rostlo celkem 3144 stromů. Z toho bylo 1288 různých odrůd jabloní, 1208 hrušní, 263 třešní, 117 švestek, 74 keřů révy vinné, 27 meruněk, 46 broskví, 24 keřů malin, 73 keřů angreštu a rybízu, 18 lískových ořechů, 11 mišpulí a 2 moruše. 
Aby nemusel Rodt všechny odrůdy kreslit, pořídil si fotoaparát. Ušetřilo mu to mnoho práce a času, které dříve věnoval kreslení jednotlivých plodů. Tak v roce 1860 nakreslil 1127 plodů, což mu trvalo tři měsíce. Jednou z jeho hlavních činností byla certifikace neboli uznávací řízení ovocných rodů a druhů, které mu jiní pěstitelé zasílali nebo přiváželi. Rodt také plody prodával. Nejvíce na odbyt šly švestky, jak čerstvé, tak sušené. Rodt nakonec sad se švestkami pronajal a postavil tři sušárny.
V letech 1845–1857 také pomolog zvelebil své sídlo. Přestavěl zámek do klasicistní podoby, kolem zámku zřídil anglický park, ve kterém nechal postavit domek pro zahradníka, skleník a fíkovnu. Park sousedil s kuchyňskou zahradou. V interiéru zámku měl sbírku vycpaných ptáků, kteří na panství hnízdili, a rozsáhlou knihovnu s pomologickou literaturou.
Rodt se také angažoval v obecní samosprávě. V letech 1871–1880 byl ve Strkovicích starostou.
Noví majitelé strkovického statku, rodina Tauschků z Postoloprt, postupně školku zrušili a nahradili ji chmelnicemi.

## Vlastní publikace
- Catalog über sämtliche in der pomologischen Prüfungs-Schule des Clemens Rodt gezogenen Kern-, Stein- und Beeren-Obstsorten alphabetisch geordnet mit Angabe der Bezugsquellen und Reifzeiten, Strkovice 1869, 106 s.
- Knihu v původním jazyce vydalo londýnské nakladatelství Legare Street Press v roce 2023.[10]